# اوهلیرسکا لهوتا
اوهلیرسکا لهوتا (به لاتین: Uhlířská Lhota) یک منطقهٔ مسکونی در جمهوری چک است که در شهرستان کولین واقع شده‌است.